# 25042 Qiujun
25042 Qiujun (1998 QN42) là một [[tiểu hành tinh vành đai chính]] được phát hiện ngày 17 tháng 8 năm 1998 bởi nhóm nghiên cứu tiểu hành tinh gần Trái Đất phòng thí nghiệm Lincoln ở Socorro.